# Synaphea preissii
Synaphea preissii är en tvåhjärtbladig växtart som beskrevs av Meissn.. Synaphea preissii ingår i släktet Synaphea och familjen Proteaceae. Inga underarter finns listade i Catalogue of Life.